# Alan Reid (Politiker)
Alan Reid (* 7. August 1954 in Ayr) ist ein britischer Politiker. Er besuchte die Prestwick Academy sowie die Ayr Academy und studierte dann Mathematik an der Universität von Strathclyde.

## Politischer Werdegang
1981 trat Reid der Social Democratic Party (SDP) bei. Mit dem Zusammenschluss von SDP und Liberal Party zu den Liberal Democrats im Jahre 1988 wurde er für diese Partei aktiv. Erstmals trat er bei den Nachwahlen im Wahlkreis Paisley South im Jahre 1990 zu Wahlen auf nationaler Ebene an. Diese waren nach dem Ableben des Labour-Politikers Gordon McMaster erforderlich geworden. Reid gewann das Mandat nicht. Auch bei den Unterhauswahlen 1992 konnte er mit 9,1 % nicht die Stimmmehrheit im Wahlkreis Paisley South erringen. Zu den Unterhauswahlen 1997 trat er im Wahlkreis Dumbarton an, verpasste das Mandat jedoch abermals deutlich. Bei den Wahlen 2001 bewarb sich Reid um das Mandat des Wahlkreises Argyll and Bute. Er konnte den größten Stimmanteil auf sich vereinen und zog in der Folge erstmals in das britische Unterhaus ein. Bei den Wahlen 2005 und 2010 verteidigte er sein Mandat. Zwischen 2002 und 2005 und abermals zwischen 2009 und 2010 war Reid Einpeitscher der Fraktion im Parlament. Bei den Unterhauswahlen 2015 konnte sich Reid nicht gegen den SNP-Kandidaten Brendan O’Hara durchsetzen und schied in der Folge aus dem britischen Unterhaus aus.